# کمبل لوگان
کمبل لوگان (انگلیسی: Campbell Logan؛ تلفظ نام کوچک: ‎/ˈkæmbəl/‎؛ ‏ ۲۴ آوریل ۱۹۱۰ – ۲۸ نوامبر ۱۹۷۸) تهیه‌کننده تلویزیونی و کارگردان تلویزیونی اهل بریتانیا بود.
از فیلم‌ها یا مجموعه‌های تلویزیونی که وی در آن‌ها نقش داشته‌است، می‌توان به دامبی و پسر، بینوایان و جین ایر اشاره نمود.